# Porter Cottrell
Porter Cottrell (ur. 30 sierpnia 1962 w Louisville) – amerykański profesjonalny kulturysta, z zawodu strażak.

## Życiorys

### Wczesne lata
Jako kilkunastoletni chłopak, ważący 55 kg i zafascynowany Steve Reevesem, którego zobaczył w filmie w roli Herkulesa, w 1981 roku w przydomowym garażu rozpoczął wielogodzinne treningi i narzucił sobie dietę 15 kanapek z masłem orzechowym dziennie. Po pół roku waga jego ciała skoczyła mu do 80 kg, co utwierdziło go w przekonaniu, że jest na właściwej drodze do rozwoju potężnej sylwetki. Jego najmocniejszą grupą mięśniową stała się klatka piersiowa.

### Kariera
W 1983 roku po raz pierwszy wziął udział w konkursie o tytuł Mr. Louisville i zajął drugie miejsce. W 1988 roku wygrał w kategorii open w ogólnokrajowych zawodach juniorów, a w 1991 powtórzył ten sukces w kategorii seniorów i przeszedł na zawodowstwo. W 1992 zadebiutował w szeregach profesjonalistów, zwyciężając w Chicago Grand Prix i Grand Prix Niagara Falls, a następnie zajął wysokie miejsce w debiucie na Mr. Olympia w Helsinkach, plasując się na 8. pozycji. W konkursie Night of the Champions '92 zajął drugie miejsce. Jego największym sukcesem był tryumf w 1993 na zawodach Night of Champions, gdzie w bardzo silnie obsadzonym konkursie pokonał Andreasa Münzera. W 1994 zanotował swoje wysokie pozycje na dwóch pozostałych najważniejszych konkursach dla profesjonalistów - Arnold Classic - 3. miejsce i Mr. Olympia - 5. miejsce.

## Osiągnięcia sportowe
- 1988 Junior Nationals - NPC, w klasyfikacji ogólnej
- 1988 Junior Nationals - NPC, w kategorii półciężkiej, 1. miejsce
- 1989 Nationals - NPC, w kategorii półciężkiej, 3. miejsce
- 1991 Nationals - NPC, w kategorii półciężkiej, 1. miejsce
- 1992 Chicago Pro Invitational - IFBB, 1. miejsce
- 1992 Grand Prix England - IFBB, 5. miejsce
- 1992 Grand Prix Germany - IFBB, 4. miejsce
- 1992 Grand Prix Holland - IFBB, 7. miejsce
- 1992 Grand Prix Italy - IFBB, 5. miejsce
- 1992 Niagara Falls Pro Invitational - IFBB, 1. miejsce
- 1992 Night of Champions - IFBB, 2. miejsce
- 1992 Mr. Olympia - IFBB, 8. miejsce
- 1993 Chicago Pro Invitational - IFBB, 1. miejsce
- 1993 Night of Champions - IFBB, 1. miejsce
- 1993 Pittsburgh Pro Invitational - IFBB, 1. miejsce
- 1994 Arnold Classic - IFBB, 3. miejsce
- 1994 Grand Prix England - IFBB, 9. miejsce
- 1994 Grand Prix Germany - IFBB, 7. miejsce
- 1994 Grand Prix Spain - IFBB, 5. miejsce
- 1994 Olympia - IFBB, 5. miejsce
- 1994 San Jose Pro Invitational - IFBB, 2. miejsce
- 1996 Arnold Classic - IFBB, 8. miejsce
- 1996 San Jose Pro Invitational - IFBB, 10. miejsce
- 1998 Night of Champions - IFBB, 6. miejsce
- 1998 San Francisco Pro Invitational - IFBB, 6. miejsce
- 1998 Toronto Pro Invitational - IFBB, 4. miejsce
- 1999 Night of Champions - IFBB, 9. miejsce
- 1999 Toronto Pro Invitational - IFBB, 3. miejsce

## Wymiary startowe
- Wzrost - 173 cm
- Waga - 88 kg